# Джинчарадзе, Илья Нодарович
Илья Нодарович Джинчарадзе (род. 5 декабря 1989 года, Тбилиси) — российский продюсер, генеральный директор компаний «Hype Production» и «Hype Film».

## Биография
Илья родился 5 декабря 1989 года в Тбилиси, Грузия. В 2011 году окончил продюсерский факультет ВГИКа.
В 2010 году стал продюсером рекламного контента в компании «Hype Production», клиентами которого были Five, Volkswagen, Visa, Reebok, Kaspersky, Yandex, JTI, Coca Cola, Samsung, S7 и другие. Принимал участие в рекламных проектах, которые впоследствии получили награды на Каннском фестивале рекламы «Каннские львы», среди них ролики для клиентов Nike, Сбербанк, BMW.
В 2016 году Илья стал партнёром в кинокомпании «Hype Film», владеет 10 % долей компании. В качестве продюсера внёс вклад в создание таких фильмов как «Ученик», «Лето», «Петровы в гриппе» и других.
В 2018 году стал продюсером клипов Хаски «Иуда» и Звери «Лето».

## Фильмография
- 2016 — Холодный фронт — линейный продюсер
- 2016 — Ученик — продюсер
- 2017 — Осколки — линейный продюсер
- 2017 — Блокбастер — сопродюсер
- 2017 — Пассажир (короткометражный) — сопродюсер
- 2017 — Мифы — сопродюсер
- 2017 — Психотроника (короткометражный) — сопродюсер
- 2018 — Лето — сопродюсер
- 2018 — Veneno (короткометражный) — исполнительный продюсер
- 2019 — Где бы ты ни был (короткометражный) — продюсер
- 2019 — Выше домов (короткометражный) — продюсер
- 2020 — Спутник — сопродюсер
- 2020 — Уроки фарси — сопродюсер
- 2020 — Родные — сопродюсер
- 2021 — Петровы в гриппе — сопродюсер
- 2021 — На тебе сошелся клином белый свет — сопродюсер

## Награды
- 2016 — номинация на премию Киноакадемии Азиатско-Тихоокеанского региона за лучший фильм («Ученик»)
- 2016 — номинация на премию «Белый слон» за лучший фильм («Ученик»)[8]